# Pandemia de COVID-19 em Cuba
Este artigo documenta os impactos da pandemia de coronavírus 2019-2020 em Cuba e pode não incluir todas as principais respostas e medidas contemporâneas.

## Linha do tempo

### Março
Em 11 de março de 2020, os três primeiros casos em Cuba foram confirmados. Aqueles que deram positivo para a doença foram três turistas italianos. Eles foram mantidos em isolamento no Instituto de Medicina Tropical Pedro Kouri, em Havana.
Em 12 de março, um quarto caso confirmado foi anunciado. Era um cubano, cuja esposa chegara de Milão, Itália, em 24 de fevereiro, e que começara a apresentar sintomas em 27 de fevereiro. O marido começou a apresentar sintomas em 8 de março. Ambos foram testados e ele foi positivo. A esposa foi declarada negativa porque a doença havia terminado.
Em 16 de março, o navio MS Braemar, com mais de 1 000 passageiros a bordo, atracou em Cuba depois de ser rejeitado pelas Bahamas. Pelo menos cinco passageiros testaram positivo para coronavírus (Covid-19). Cidadãos britânicos pegaram voos de volta para sua terra natal depois que os dois governos chegarem a um acordo sobre seu repatriamento.
Em 18 de março, o governo registrou a primeira morte pelo vírus no país.
Em 22 de março, o presidente Miguel Díaz-Canel anunciou a ida de médicos e enfermeiros para a Itália para combater o perigoso surto de coronavírus no país. No dia 23, eles chegaram na Lombardia, região bastante afetada na Itália.
Em 23 de março, as autoridades em Cuba aumentaram o número de pacientes com coronavírus para 48.
Em 30 de março, a quantidade de casos confirmados de coronavírus é de 170, com 4 mortes.

### Abril
Com efeito a partir da meia-noite de 1º de abril, Cuba suspendeu a chegada de todos os vôos internacionais.
Em 4 de abril, as autoridades de Cuba elevaram o número de pacientes com coronavírus para 288.
No dia 9 de abril, Cuba decidiu que a partir do dia 11, todo o transporte público será suspenso para impedir que o vírus se espalhe pela ilha. Nessa data o país registrava 386 casos confirmado e 11 mortes.
No dia 11 de abril, o presidente cubano, Miguel Díaz-Canel criticou o embargo imposto pelos Estados Unidos à ilha. Diaz-Canel, classificou que o embargo em tempos de pandemia é "ainda mais cruel".  O embargo vem impedindo a chega da máscara e testes de COVID-19 para o país. Nessa data, o país registrava 515 casos e 15 mortes.
Em 15 de abril, foram registrados 755 casos de COVID-19 em Cuba, um total de 18.856 testes foram realizados até o momento.
No dia 20 de abril, o país registrava 1.087 casos e 36 mortes.

### Maio
Em 12 de maio, novos casos haviam caído para menos de 20 por dia, e um programa de testes em massa estava sendo iniciado.
Em 15 de maio, o país registrava 1 840 casos, 79 mortes e 1 425 pacientes recuperados.
Em 20 de maio, o país registrava 1 900 casos confirmados e 79 mortes. O país registrou uma semana sem novos mortos.

### Junho
No dia 2 de junho, o país registrava 2 092 casos confirmados, 1 827 pacientes recuperados e 83 mortes. No dia 11 de junho de 2020 Cuba iniciou o semiconfinamento.
Em 11 de junho, após registrar onze dias sem nenhuma nova morte pelo coronavírus, o país registrou mais uma morte. O paciente era um homem de 80 anos que sofria de doenças crônicas segundo o médico Francisco Durán, diretor nacional de Epidemiologia do Ministério da Saúde Pública.

### Julho
Em 2 de julho, Havana era o último reduto do vírus no país, como o país conseguiu controlar cada vez mais o vírus, após um forte confinamento, a capital começou a voltar ao seu cotidiano normal. 
Em 15 de julho, o jogador de futebol português Cristiano Ronaldo que atuava pela Juventus nesse período, doou camisetas autografadas para os médicos cubanos enviados a Itália, como forma de agradecimento pelos serviços de ajuda humanitária prestados no país.
Em 16 de julho, o país registrava 2.438 casos confirmados, 2.277 pacientes recuperados e 87 mortos.

### Agosto
No dia 10 de agosto de 2020, após 93 novos casos em Havana, o Minsap (Ministério de Saúde Pública Cubano) decidiu suspender o transporte público da capital. Após essas medidas, o governo cubano optou pelo lockdown novamente, fechando bares, clubes e piscinas públicas. Neste contexto, Cuba registrava 2.900 casos e 88 mortes.
O país começou a testar a vacina cubana (Soberana 01), em pequenos grupos humanos. O objetivo é que a vacina fique pronta até fevereiro de 2021.

## Efeitos

### Economia
Os efeitos econômicos no país foram duros, pois além do embargo econômico sofrido pela ilha pelos Estados Unidos, a chegada do vírus desacelerou a economia cubana. Um dos pilares econômicos de Cuba é o turismo, e devido a pandemia teve-se que restringir o fluxo de visitantes estrangeiros no país, afetando fortemente o setor.
Em alguns lugares do país, teme-se o desabastecimento e o racionamento de produtos começou a ser colocado em prática.